# The Bunyadi
The Bunyadi là một nhà hàng khỏa thân gây nhiều tranh cãi ở Elephant and Castle, London và tuyên bố là địa điểm (venue) khỏa thân, trần truồng đầu tiên trong thành phố.

## Ý tưởng
Tất cả mọi thứ trong nhà hàng từ thực đơn đến phong cách trang trí được sắp đặt với 'Ý tưởng là trải nghiệm về sự giải phóng bản thân thuần túy. Mọi người nên có cơ hội thưởng thức và trải nghiệm một buổi tối ra ngoài một cách thoải mái nhất có thể' (to experience pure liberation).

## Lịch sử
Dự án The Bunyadi đã được thông báo bởi công ty Lollipop vào 19 tháng 4 năm 2016 và mở cửa vào 11 tháng 6 năm 2016. Công ty cũng được biết là đứng sau Locappy, một ứng dụng di động khu vực lân cận London.

## Mô tả
The Bunyadi chia thành 2 khu vực mặc và không mặc quần áo. Thực khách được yêu cầu phải tiến hành qua phòng thay đồ và cởi bỏ tất cả quần áo nhưng được cung cấp một cái áo choàng (gown) và dép đi trong nhà mà họ có thể chọn có hay không phải giữ nó khi ngồi ăn. Giữa các bàn được dựng các vách ngăn bằng tre để tăng tính riêng tư. Để không gian thêm lãng mạn quyến rũ và tạo cảm giác thư thái như một spa, nhà hàng còn trang trí thêm nến. Địa điểm có thể đủ chỗ ngồi cho tối đa 42 người.

## Thực đơn
Có hai gói tùy chọn phục vụ cho người ăn chay và không ăn chay, bao gồm các thực phẩm hữu cơ được chế biến đơn giản như nướng vỉ trên gỗ để đảm bảo cho các món ăn có sự thuần khiết tuyệt đối.